# Tonina Torrielli
Tonina Torrielli, född 22 mars 1934 i Serravalle Scrivia, Alessandria i Italien, är en italiensk sångerska.
Torrielli medverkade under Eurovision Song Contest 1956 med låten Amami se vuoi (Midnattens älskare). Eftersom det inte fanns något röstsystem som offentliggjorde placeringar kom låten på delad andraplats med tretton andra deltagarna.